# The Actor (Michael Learns to Rock-sang)
"The Actor" er en sang af det danske softrockband Michael Learns to Rock. Sangen blev udgivet som single fra deres selvbetitlede debutalbum Michael Learns to Rock, der udkom 1991. Det er en af gruppens største hits, og bandet har spillet sangen regelmæssigt på deres turnéer i Asien.

## Trackliste
MLTR - Greatest Hits
| #  | Titel       | Længde |
| -- | ----------- | ------ |
| 1. | "The Actor" | 4.09   |

## Modtagelse
"The Actor" fik succes på flere europæiske hitlister. Den toppede som nummer 1 på den norske VG-lista, og den nåede ind i top 10 på Sverigetopplistan, hvor den toppede som nummer 7. Sangen kom også ind i Top 40 på Swiss Music Charts, hvor den toppede som nummer 32.

### Hitlister
| Hitliste(1992)          | Højestek placering |
| ----------------------- | ------------------ |
| Norwegian Singles Chart | 1                  |
| Swedish Singles Chart   | 7                  |
| Swiss Singles Chart     | 32                 |